# Lavorágine Films
Lavorágine Films es una productora cinematográfica uruguaya fundada en 1999.

## Producciones
| Año  | Título                  | Director              |
| ---- | ----------------------- | --------------------- |
| 2017 | Ojos de madera          | Roberto Suárez        |
| 2017 | Otra historia del mundo | Guillermo Casanova    |
| 2014 | Zanahoria               | Enrique Buchichio     |
| 2014 | Manual del macho alfa   | Guillermo Kloetzer    |
| 2013 | Esclavo de Dios         | Joel Novoa            |
| 2013 | Ojos de madera          | Roberto Suárez        |
| 2013 | Chau Pelado             | Miguel Presno Barhoum |
| 2012 | Flacas vacas            | Santiago Svirsky      |
| 2009 | El cuarto de Leo        | Enrique Buchichio     |
| 2005 | Ruido                   | Marcelo Bertalmío     |
| 2003 | El viaje hacia el mar   | Guillermo Casanova    |